# Leiopathes acanthophora
Leiopathes acanthophora is een Antipathariasoort uit de familie van de Leiopathidae. De wetenschappelijke naam van de soort is voor het eerst geldig gepubliceerd in 1998 door Opresko.